# Uniwersytet Jordański
Uniwersytet Jordański (arab.: الجامعة الأردنية) – państwowa uczelnia w Jordanii, utworzona dekretem królewskim w 1962 roku. Posiada kampusy w Ammanie i Akabie.

## Wydziały i instytuty
- Wydział Języków Obcych
- Wydział Biznesu
- Wydział Prawa
- Wydział Prawa Islamskiego
- Wydział Wychowania Fizycznego
- Wydział Sztuki i Dizajnu
- Wydział Nauk Edukacyjnych
- Wydział Nauk Humanistycznych
- Wydział Studiów Zagranicznych
- Wydział Nauk Ścisłych i Przyrodniczych
- Wydział Medycyny
- Wydział Pielęgniarstwa
- Wydział Dentystyczny
- Wydział Farmacji
- Wydział Rolnictwa
- Wydział Inżynierii i Technologii
- Wydział Rehabilitacji
- Szkoła Technologii Informatycznych im. Króla Abdullaha II
- Instytut Archeologii
- Międzynarodowy Instytut Nauczania Języka Arabskiego
- Instytut Badań, Rozwoju i Edukacji Rolnictwa
- Instytut Prac Socjalnych

## Współpraca międzynarodowa
Uniwersytet Jordański jest członkiem m.in. Międzynarodowego Stowarzyszenia Uniwersytetów (IAU), Stowarzyszenia Uniwersytetów Arabskich (AAU), Federacji Uniwersytetów Świata Islamu (FUIW) oraz Unii Uniwersytetów Śródziemnomorskich (UNIMED) .

## Absolwenci
- John Abizaid